# Trachelipus kosswigi
Trachelipus kosswigi is een pissebed uit de familie Trachelipodidae. De wetenschappelijke naam van de soort is voor het eerst geldig gepubliceerd in 1943 door Karl Wilhelm Verhoeff.